# Герб на Тайланд
Националният герб на Тайланд (от хералдическа гледна точка – емблема) изобразява Гаруда, митичен орел, който е персонаж в хиндуизма и будизма, а в Тайланд е символ на кралското семейство.
Гаруда се използва и в герба на Индонезия, а тайландската версия на изображението е известна като „Крут Пха“ (Krut Pha, в превод: „Гаруда с разперени крила“).